# Schaarbeekse Oude Kriek 3 Fonteinen
Schaarbeekse Oude Kriek 3 Fonteinen is een Belgisch bier.
Het bier wordt gebrouwen in Geuzestekerij 3 Fonteinen te Beersel.
Schaarbeekse Oude Kriek 3 Fonteinen is een kriek met een alcoholpercentage van 8%. Het bier wordt bekomen door rijping van krieken (vlees en pitten) in jonge lambiek). Na dit 6 à 8 maanden durend rijpingsproces hergist het bier na botteling nog minstens 4 maanden in de fles. Er worden geen smaak-, kleur- of zoetstoffen toegevoegd. Het verschil met Oude Kriek 3 Fonteinen is dat in dit bier enkel Schaarbeekse krieken gebruikt worden. Schaarbeekse krieken zijn een kleine, wilde soort zure krieken. Ze geven een aparte smaak. Omdat de bomen steeds zeldzamer worden, wordt dit bier slechts zeer beperkt geproduceerd.
“Oude kriek” is door het Vlaams Centrum voor Agro- en Visserijmarketing (VLAM) erkend als streekproduct. Meer specifiek is Oude Kriek 3 Fonteinen als individueel bier erkend als streekproduct. Bovendien is het een door de Europese Unie beschermd label of Gegarandeerde traditionele specialiteit (GTS).